# 中央ビコール語
中央ビコール語（ちゅうおうビコールご、中央ビコール語: Bikol Sentral、英: Central Bikol language）はオーストロネシア語族に属する言語である。ルソン島南部のビコル地方で最も話されている言語である。話者は南カマリネス州北部および西部、北カマリネス州南東部、アルバイ州東部、ソルソゴン州北東部、マスバテ州のサン・パスクアル（ブリアス島）、カタンドゥアネス州南西部（カタンドゥアネス島）に分布する。

## 言語名別称
- ビコル語、ビコール語(Bikol)
- 中央ビコール語(Central Bikol)
- 北ビコール語
- 標準ビコール語
- ビコール・ナガ語

## 方言
- Legazpi (bcl-leg) - レガスピ方言（アルバイ州）
- Naga (bcl-nag) - ナガ方言（南カマリネス州）